# Château de Roquefoulet
Le château de Roquefoulet est un château bâti au début du XIXe siècle, situé à 3 km du village de Montgeard, en Haute-Garonne.
Il est inscrit sur la liste des Monuments Historiques depuis le 23 aout 2001. Cette protection concerne l’ensemble des façades et toitures, la décoration intérieure et le parc.
Il ne doit pas être confondu avec l’hôtel Durand ou « château de Montgeard », également sur la commune de Montgeard, mais construit pendant la Renaissance.

## Description
Situé en lisière du hameau du même nom, le château de Roquefoulet a été construit sous la Restauration, en 1818, par le marquis de Champreux d’Altenbourg. C'est un des derniers exemples de « châteaux du froment » en Lauragais, ces maisons de plaisance construite par de grands propriétaires terriens enrichis par la culture du blé au XVIIIe et XIXe siècles. Il est l’œuvre de l’architecte Louis Delor de Masbou, également responsable du dôme de la Grave à Toulouse et du château de Pellepoix à Beaumont-sur-Lèze, stylistiquement proche de Roquefoulet.
Il s'agit d'une villa de style palladien assez sobre, remarquable par l’ordonnance soignée de ses longues façades en corps central à deux niveaux flanqué d’ailes latérales en rez-de-chaussée. Côté cour, cette ordonnance est agrémentée d’une travée centrale avec serlienne au rez-de-chaussée et loggia à l'étage : formule reproduite au château de Pellepoix du même architecte. Côté jardin, la façade arrière est parée d’un élégant avant-corps en rotonde qui rappelle le modèle néo-classique du château de Reynerie à Toulouse construit 25 ans plus tôt.
Le décor intérieur est à l’imitation de l’antique, avec peintures néo-pompéiennes et menuiseries néo-classiques.
Parc remarquable.